# 青與夏
〈青と夏〉是日本搖滾樂隊Mrs. GREEN APPLE的歌曲，作為他們的第7張單曲於2018年8月1日發行。電影『青夏：戀上你的30日』的主題曲。
自發行以來，該曲一直保持著長期的高人氣，成為Mrs. GREEN APPLE的代表作之一，同時也被視為日本經典的夏日歌曲。〈青與夏〉是Mrs. GREEN APPLE第一首在串流媒體上超過7億次播放的作品(Billboard JAPAN統計)，並且是他們播放次數最多的歌曲。
Billboard JAPAN Hot 100從建立至2024年為止有13首歌曲超過200週的在榜紀錄，而〈青與夏〉與B面曲〈點描之歌 (feat. 井上苑子)〉在Billboard JAPAN Hot 100均超過270週以上的在榜紀錄。
〈青與夏〉與〈點描之歌 (feat. 井上苑子)〉在2024年皆獲得日本唱片協會「串流媒體認證」的最高認證「鑽石」。

## 背景和發行
主打曲〈青與夏〉是為佐野勇斗與葵若菜主演的電影『青夏：戀上你的30日』創作的主題曲。B面曲〈點描之歌 (feat. 井上苑子)〉則作為該電影的插入曲。這是繼前作〈Love me, Love you〉中的B面曲〈Log (feat. 坂口有望)〉後，第二次邀請歌手合作的作品。
該單曲以封面不同的初回限定盤和通常盤兩種形式發行。初回限定盤內含特典，包括標題曲的MV和製作花絮影片，以及2018年4月17日在代代木公園戶外舞台舉行的「『ENSEMBLE』發行紀念戶外免費演唱會」中的現場演出片段，曲目包括〈StaRt〉〈VIP〉〈WanteD! WanteD!〉〈PARTY〉〈Love me, Love you〉。
| 形態       | 規格   | 規格品番   |
| ---------- | ------ | ---------- |
| 初回限定盤 | CD+DVD | UPCH-89376 |
| 通常盤     | CD     | UPCH-80493 |

## 錄音、製作
這首歌曲展現了帶有強烈吉他旋律的風格，讓人聯想到樂隊早期的音樂方向。儘管如此，歌詞卻營造出一種憂鬱的氛圍，使整體曲調具有深沉的情感表現。

## 商業表現

### 青與夏
2020年8月，該歌曲在Billboard JAPAN的串流媒體累積播放次數超過1億次，成為他們首支播放次數超過1億次的歌曲。2024年11月6日，超過7億次。
2024年7月度，獲得日本唱片協會「串流媒體認證」的最高認證「鑽石」。
認證
|                       | 認證 (RIAJ) | 認證單位      |
| --------------------- | ----------- | ------------- |
| 串流媒體              | 鑽石        | 5億次播放次數 |
| *僅基於認證的播放次數 |             |               |

### 點描之歌 (feat. 井上苑子)
2024年10月2日在Billboard JAPAN Hot 100達到第13位的自身最高位。
2024年10月度，獲得日本唱片協會「串流媒體認證」的最高認證「鑽石」。
2025年2月12日，該歌曲在Billboard JAPAN的串流媒體累積播放次數超過7億次。
認證
|                       | 認證 (RIAJ) | 認證單位      |
| --------------------- | ----------- | ------------- |
| 串流媒體              | 鑽石        | 5億次播放次數 |
| *僅基於認證的播放次數 |             |               |

## 翻唱
青與夏
- 右手箭頭 左手愛心——收錄於2020年3月11日發行的專輯《また、すぐ会えるよね。》
- Poppin'Party ［戶山香澄（愛美）］ - 於2020年8月21日收錄於遊戲『BanG Dream! 少女樂團派對』。
- 柾花音 - 收錄於2021年9月29日發行的專輯《まかのんソングス〜じぇいぽっぷ〜》。
- 乙倉悠貴（中島由貴） - 收錄於2021年9月29日發行的專輯《まかのんソングス〜じぇいぽっぷ〜》。
- 笹子·珍妮弗·由香（小泉萌香） - 於2023年8月8日追加收錄於遊戲『D4DJ Groovy Mix』。

點描之歌
- 隅谷百花（Girls2） - 收錄於2022年12月21日發行的EP《Love Genic / Bye-Bye-Bye》通常版。

## 收錄内容
| CD       | CD                        | CD                 | CD    |
| 曲序     | 曲目                      |                    | 时长  |
| -------- | ------------------------- | ------------------ | ----- |
| 1.       | 青と夏                    | 弦樂編曲: 山下洋介 | 4:33  |
| 2.       | 点描の唄 (feat. 井上苑子) | 弦樂編曲: 陶山隼   | 5:08  |
| 3.       | ア・プリオリ              |                    | 3:22  |
| 总时长： | 总时长：                  | 总时长：           | 13:04 |

| DVD (初回限定盤) | DVD (初回限定盤)                         |
| 曲序             | 曲目                                     |
| ---------------- | ---------------------------------------- |
| 1.               | 青と夏 Music Video                       |
| 2.               | The Making of "青と夏"                   |
| 3.               | MGA 野外フリーライブ on 17th April, 2018 |

## 製作名單
Mrs. GREEN APPLE
主唱、E.吉他、和聲 & 編程：大森元貴
E.&A.吉他：若井滉斗
鼓：山中綾華
A.鋼琴 & 編程：藤澤涼架
E.貝斯 & 低音提琴：髙野清宗
青與夏
小提琴 1：須原杏, 沖増菜摘
小提琴 2：越川歩, 中島優紀
中提琴：舘泉礼一
大提琴：内田麒麟
Add. Synthesizer Programming：山下洋介

## 來源
1. ↑  . Billboard JAPAN.   [2024-11-06]. （原始内容存档于2024-07-10） （日语）.
2. ↑  Inc, Natasha. . 音楽ナタリー.   [2024-09-17]. （原始内容存档于2023-04-22） （日语）.
3. ↑  ゆらりと 〜人生に多くの彩りを〜. . ゆらりと 〜人生に多くの彩りを〜. 2021-04-24  [2024-09-17]. （原始内容存档于2024-09-17） （日语）.
4. ↑  . Billboard JAPAN.   [2024-11-06]. （原始内容存档于2024-11-12） （日语）.
5. ↑  . プレスリリース・ニュースリリース配信シェアNo.1｜PR TIMES. 2024-08-29  [2024-09-17]. （原始内容存档于2024-09-07） （ja-JP）.
6. ↑  . Billboard JAPAN.   [2025-02-12] （日语）.